# Nooitgedacht (Arnemuiden)
Nooitgedacht is een houten achtkantige molen in het Zeeuwse Arnemuiden in de Nederlandse gemeente Middelburg. De molen werd gebouwd in 1981 als vervanging voor een molen uit 1736 die afbrandde in 1977.

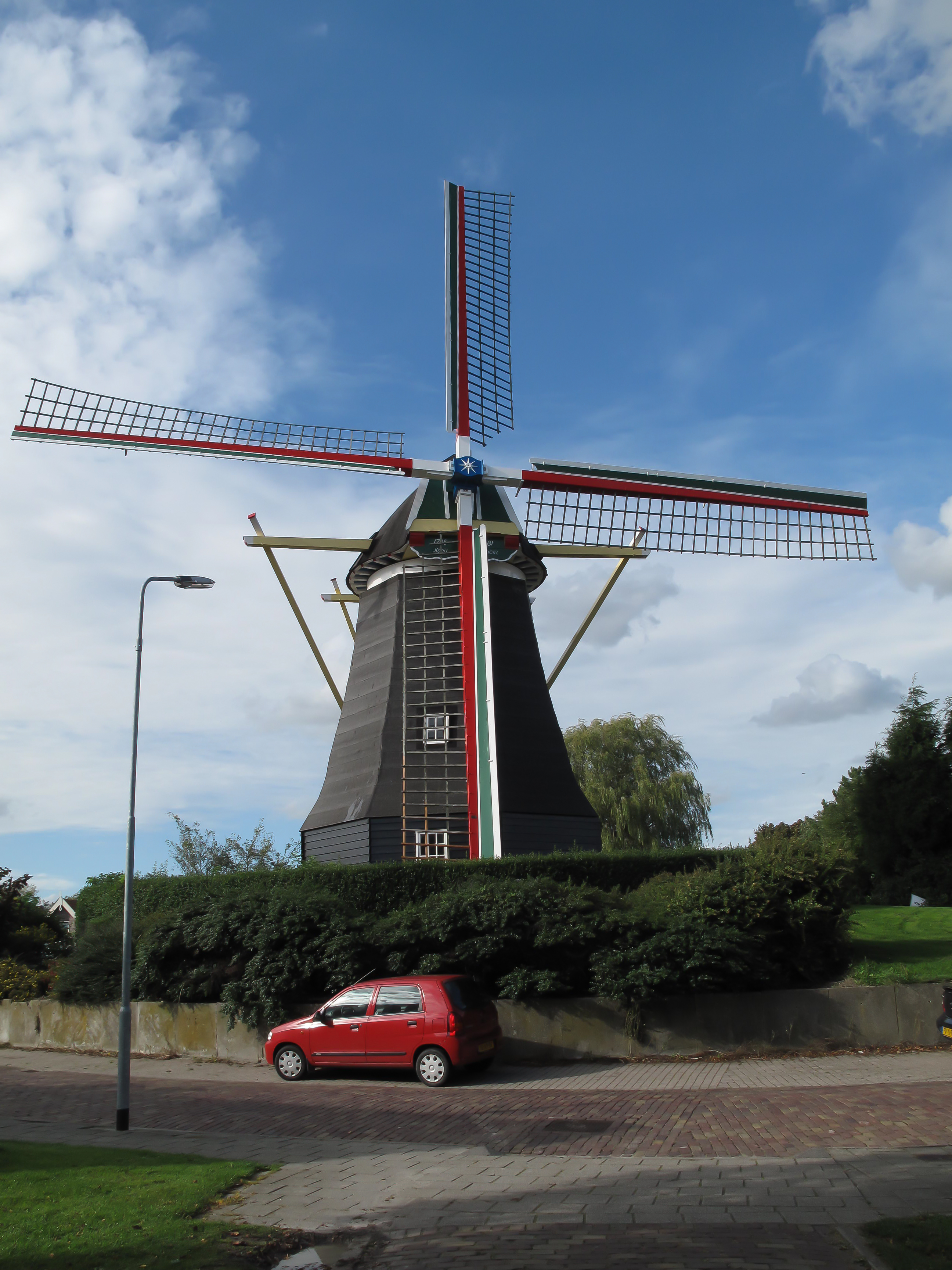
molen Nooitgedacht